# Georg Haindl (Papierfabrikant, 1914)
Georg Karl Maria Haindl (* 1. Dezember 1914 in Augsburg; † 15. Juli 1970 ebenda) war ein deutscher Unternehmer. Er war Inhaber der Haindl’schen Papierfabriken in Augsburg.

## Leben und Werk
Georg Haindl, Sohn des Kommerzienrats Georg Haindl, legte 1934 sein Abitur am Humanistischen Gymnasium St. Stephan in Augsburg ab. Von 1934 bis 1938 studierte er Rechtswissenschaften und Nationalökonomie in München, Innsbruck und Berlin. 1938 graduierte er zum Diplom-Volkswirt. 1939 wurde er zum Dr. rer. pol. promoviert. Im Zweiten Weltkrieg war er Hauptmann der Artillerie.
Er war seit 1945 Teilhaber, seit 1963 Vorsitzender der Geschäftsführung der Georg Haindl’schen Papierfabriken in Augsburg.
Zur Erinnerung an zwei geliebte Familienmitglieder und anlässlich der Geburt seines Sohnes stiftete Haindl den Grund und den Bau der Autobahnkirche Maria, Schutz der Reisenden bei Adelsried an der A 8. Für die Planung und die Bauleitung beauftragte er 1955 den befreundeten Architekten Raimund von Doblhoff.
Er war von 1958 bis 1970 Präsident der Industrie- und Handelskammer Augsburg, der jüngste Kammerpräsident der Bundesrepublik. Er war Mitglied der CSU und Gründungsvorsitzender des Wirtschaftsbeirats der Union sowie Vorsitzender des Wirtschaftsausschusses der CSU. Haindl war als Delegierter des Bayerischen Landtags Mitglied der ersten Bundesversammlung, die 1949 Theodor Heuss zum ersten deutschen Bundespräsidenten wählte.
In den 1960er Jahren war er als Vorsitzender des Schwäbischen Hochschulkuratoriums einer der wichtigsten Wegbereiter der Gründung der Universität Augsburg. Er war Stifter der Autobahnkirche Maria, Schutz der Reisenden im Landkreis Augsburg und Mitglied des Corps Palatia München. Er war Ritter des  Ritterordens vom Heiligen Grab zu Jerusalem.
Er starb an den Folgen eines Unfalls.

## Auszeichnungen
- 1969: Großes Bundesverdienstkreuz
- 1959: Bayerischer Verdienstorden